# قرار چهارنفره (فیلم ۲۰۱۷)
قرار چهار نفره ( به انگلیسی: Double Date) فیلمی بریتانیایی ساخته ۲۰۱۷ در ژانر کمدی ترسناک به کارگردانی بنجامین بارفوت است.

## داستان
جیم مرد جوانی است که در ارتباط با زنها مشکل دارد. هنگامی که دوست صمیمی او الکس متوجه میشود که جیم باکره است تلاش میکند تا هر چه زودتر موقعیت برقراری یک رابطه جنسی را برای او ایجاد کند. جیم و الکس در یک کافه با دو خواهر بسیار جذاب به نام کیتی و لولو آشنا میشوند و برای یک قرار عاشقانه چهار نفره برنامه‌ریزی میکنند در حالی که خبر ندارند که کیتی و لولو قاتلان سریالی مردان هستند که به دنبال یک قربانی باکره برای اجرای یک مراسم ویژه هستند...

## بازیگران
| بازیگر      | نقش  |
| ----------- | ---- |
| دنی مورگان  | جیم  |
| کلی ونهام   | کیتی |
| جورجیا گروم | لولو |
| مایکل سوشا  | الکس |